# Dolophilodes sisko
Dolophilodes sisko är en nattsländeart som först beskrevs av Ross 1949.  Dolophilodes sisko ingår i släktet Dolophilodes och familjen stengömmenattsländor. Inga underarter finns listade i Catalogue of Life.